# Asraf Zahid
Asraf Zahid (* 8. Oktober 1999 in Singapur), mit vollständigen Namen Mohamad Asraf bin Mohamad Zahid, ist ein singapurischer Fußballspieler.

## Karriere
Asraf Zahid stand von 2017 bis 2018 bei Hougang United unter Vertrag. Der Verein spielte in der höchsten Liga, der S. League. Für Hougang bestritt der Abwehrspieler zwei Erstligaspiele. 2020 wechselte er zum Ligakonkurrenten Young Lions. Die Young Lions sind eine U-23-Mannschaft, die 2002 gegründet wurde. In der Elf spielen U23-Nationalspieler und auch Perspektivspieler. Ihnen soll die Möglichkeit gegeben werden, Spielpraxis in der ersten Liga, der Singapore Premier League, zu sammeln. Für die Young Lions absolvierte er elf Erstligaspiele.
Seit dem 1. Januar 2020 ist Asraf Zahid vertrags- und vereinslos.